# 到底誰是埃德加？
到底誰是埃德加？是奥地利女歌手提雅和莎琳娜的歌曲。由提雅、莎琳娜、羅納德·亞內切克（Ronald Janeček）和贝利·洛里亚诺（Pele Loriano）共同創作，於2023年3月8日透過華納音樂發行單曲。歌曲代表奥地利參與2023年在英国利物浦舉辦的2023年欧洲歌唱大赛，提雅和莎琳娜最終以120分獲得比賽第15名。

## 製作
到底誰是埃德加？於2022年在歌曲創作營創作，原先是作為莎琳娜的歐洲歌唱大賽獨唱歌曲，但在活動結束的前一小時，提雅和薩萊娜決定再寫些東西。最終，兩人創作出到底誰是埃德加？。歌曲由特婭、薩萊娜、贝利·洛里亚诺（Pele Loriano）和羅納德·亞內切克（Ronald Janeček）共同創作，每分鐘146拍，以b小調創作。這是首流行歌曲，英國娱乐网站popbitch形容為Hi-NRG，美国娱乐网站的瓊·歐布萊恩（Jon O'Brien）則稱其為歐陸舞曲。
歌曲探討許多音樂產業問題，例如歌詞中的美國作家埃德加·爱伦·坡和不斷重複的0.003，分別代表了行業槍手問題和Spotify給予創作者不成比例的美金版稅。靈感來自兩人在音樂行業面臨的問題，她們表示自己需要比男性更努力才能獲得關注和尊重，而選用爱伦·坡僅是因為他的名字更適合旋律。

## 歐洲歌唱大賽

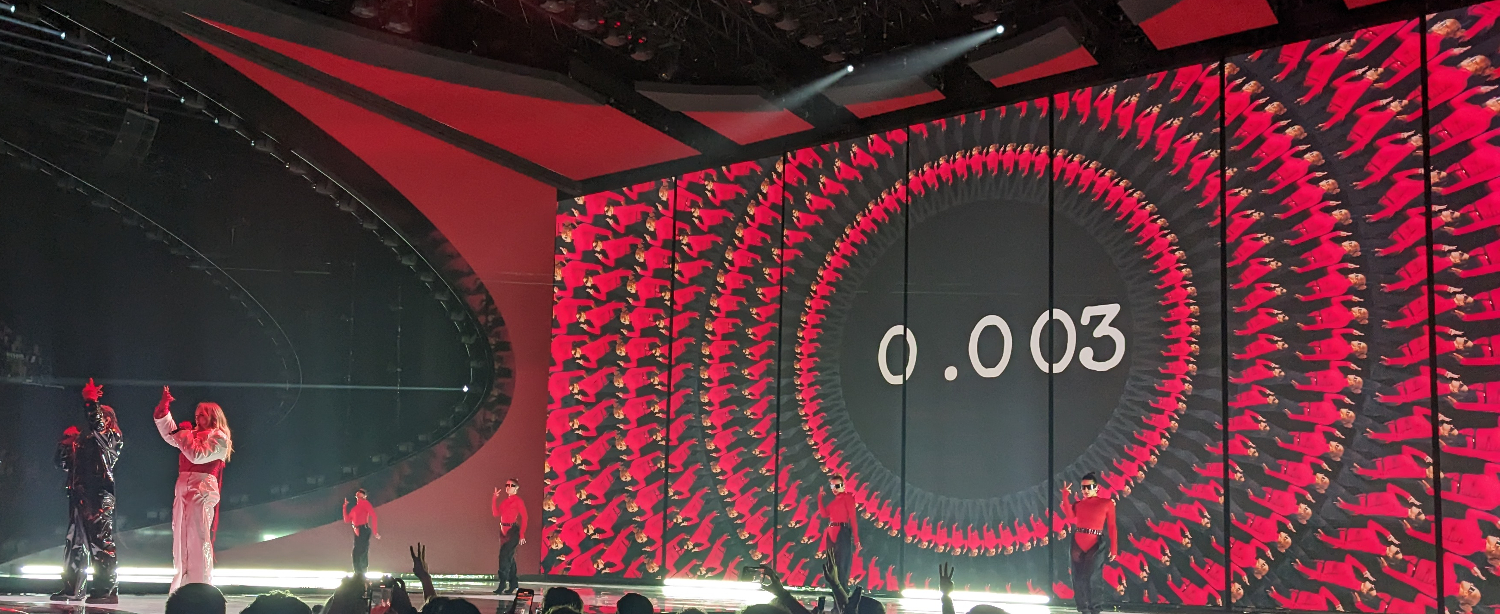
特婭和薩萊娜在2023年歐洲歌唱大賽

奧地利廣播集團於2023年1月31日，在節目上宣布他們透過內部決定特婭和薩萊娜將代表奧地利參賽2023年欧洲歌唱大赛。作品名稱「到底誰是埃德加？」在3月6日公布。隔日，兩位藝術都上首度演唱本作，而歌曲於3月8日正式發行。
本屆歐洲歌唱大賽於英国利物浦利物浦體育館舉行，經過「半決賽分配抽籤」，特婭和薩萊娜被安排在2022年5月1日的第二場半決賽（Semi-final 2），是第13位演出者。一黑一白的兩人佇立於巨大的螢幕前演出，澳大利亚广播公司戲稱彷彿能聽見膠衣滋滋作響的聲音。
特婭和薩萊娜以137分的成績拿下第二場半決賽亞軍，成功晉升決賽。決賽於5月13日舉行，兩人被安排開場演出。最終特婭和薩萊娜以評審得分104分，觀眾得分16分，合計得分120分排在2023年歐洲歌唱大賽第15名。

## 專業評價
西班牙《机密报》將歌曲評為「2023年度十大歐洲歌唱大賽」第7名，瑞典《每日新闻报》不僅將本作評選為「第二場半決賽之五大矚目歌曲」之一，更稱到底誰是埃德加？是半決賽最好的歌曲。美国娱乐网站Vulture的瓊·歐布萊恩（Jon O'Brien）評選本作為「2023年度最佳歐洲歌唱大賽歌曲」第2名，並表示今年歐洲歌唱大賽最緊迫的問題當屬「誰是埃德加？」。歐布萊恩認為特婭和薩萊娜的作品雖然只在歐洲有噱頭，但他們巧妙的透過歌劇哀號和大衛·布倫特式的動作向抗議。美國全国公共广播电台的格倫·韋爾登將奥地利的演出排在「十大2023年歐洲歌唱大賽演出」第3名，稱他們完全能進前十甚至前五。
美國《纽约时报》對歌曲瞠目結舌。英國《衛報》的斯科特·布莱恩（Scott Bryan）稱到底誰是埃德加？有著比賽最好的歌詞。popbitch表示：「我就想知道那些成天問我們幹嘛看歐洲歌唱大賽的人，你上哪去聽奥地利二人組唱著一首關於被埃德加·爱伦·坡附身的Hi-NRG俱樂部舞曲，這歌簡直是棒透了」。英国广播公司的馬克·薩維奇（Mark Savage）反應考量到歌曲內容，這首由流行樂做成的特洛伊木馬有啥好不喜歡的。挪威《每日雜誌報》給予3/6分，評論認為歌曲尚未出色到能擺脫開場演出的窘境。Wiwibloggs的內部評審團給予歌曲8.44/10分，評審團稱到底誰是埃德加？具備的元素－令人難忘的副歌、幽靈般的吟唱和詼諧的歌詞滿足比賽所有娛樂需求。

## 參與名單
來源：Qobuz
- 贝利·洛里亚诺（Pele Loriano） – 詞曲創作、製作人、額外吉他、鍵盤、背景和聲
- 提雅（英语：Teya (singer)） – 主唱、主藝人、詞曲創作
- 莎琳娜（英语：Salena (singer)） – 主唱、主藝人、詞曲創作
- 湯姆·厄勒（Tom Oehler） – 混音
- 亨克·強森（Henke Johnson） – 母帶
- 羅納德·亞內切克（Ronald Janeček） – 詞曲創作、製作人、鼓、吉他、鍵盤、貝斯、編程

## 榜單表現
| 排行榜（2023年）                         | 排名 |
| ---------------------------------------- | ---- |
| 奧地利（Ö3四十強單曲榜）                 | 4    |
| 芬蘭（芬蘭官方單曲榜）                   | 20   |
| 希臘（國際唱片業協會希臘分會國際單曲榜） | 26   |
| 冰島（Plötutíðindi）                     | 12   |
| 愛爾蘭（愛爾蘭唱片音樂協會单曲榜）       | 67   |
| 立陶宛（AGATA）                          | 10   |
| 荷蘭（榜外單曲榜）                       | 2    |
| 波蘭（波蘭百大串流榜）                   | 51   |
| 瑞典（瑞典最熱榜）                       | 79   |
| 英國（官方榜单公司單曲榜）               | 48   |